# Шпангенберг
Шпангенберг (нім. Spangenberg) — місто в Німеччині, знаходиться в землі Гессен. Підпорядковується адміністративному округу Кассель. Входить до складу району Швальм-Едер.
Площа — 97,7 км2. Населення становить 6039 ос. (станом на 31 грудня 2020).
Над містом, на горі Шльоссберг (нім. Schlossberg), знаходиться замок Шпангенберг. Понад двісті років замок використовувався гессенським ландграфом як королівська резиденція і мисливський замок. Згодом замок виконував функції в’язниці, а пізніше пруської лісничої школи. 

## Галерея

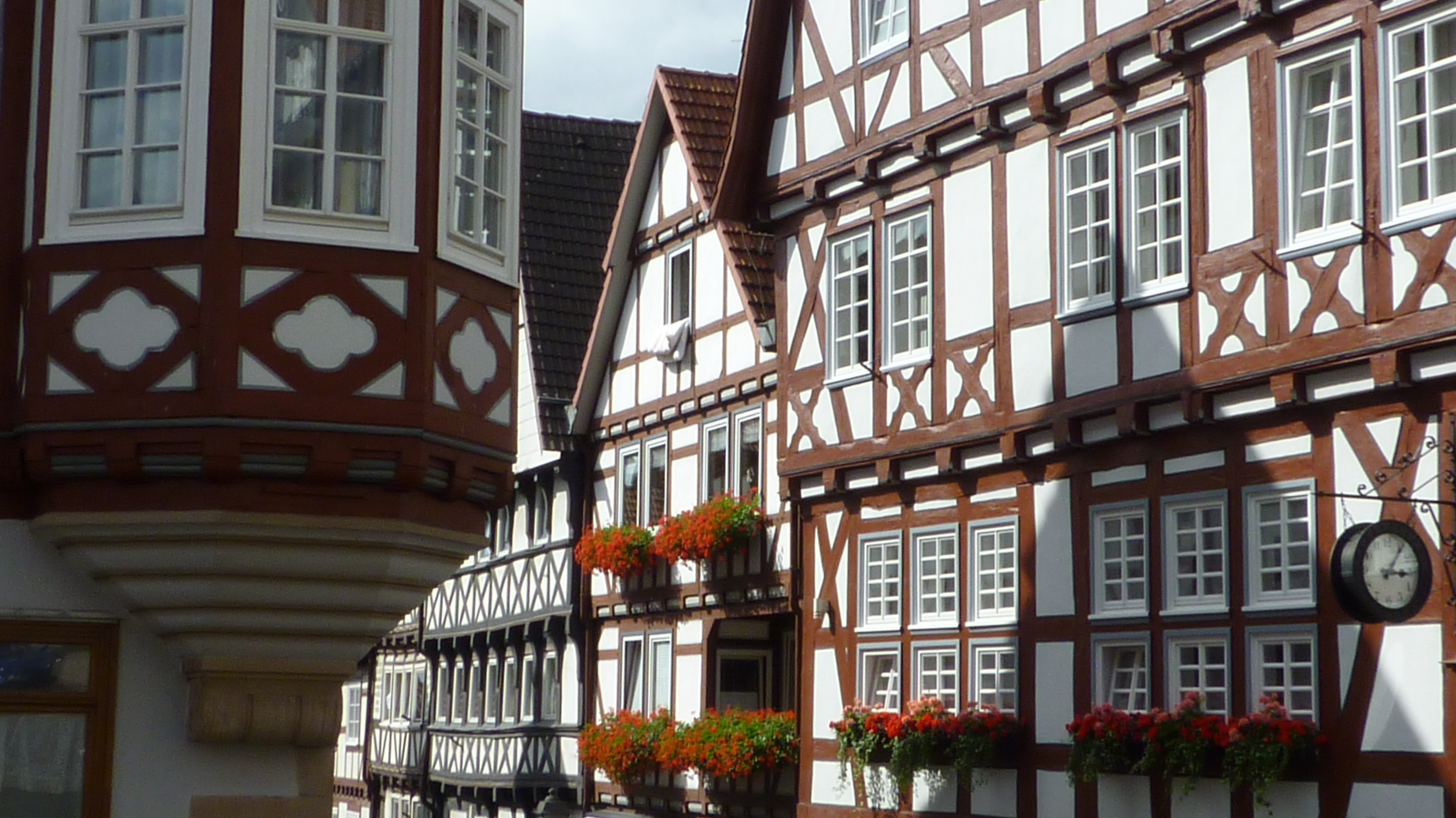
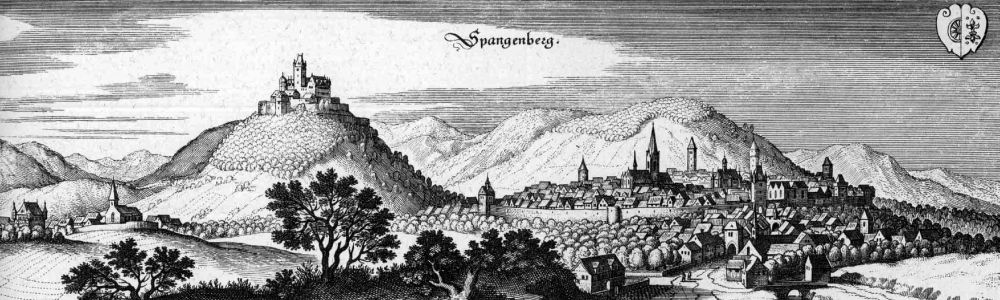
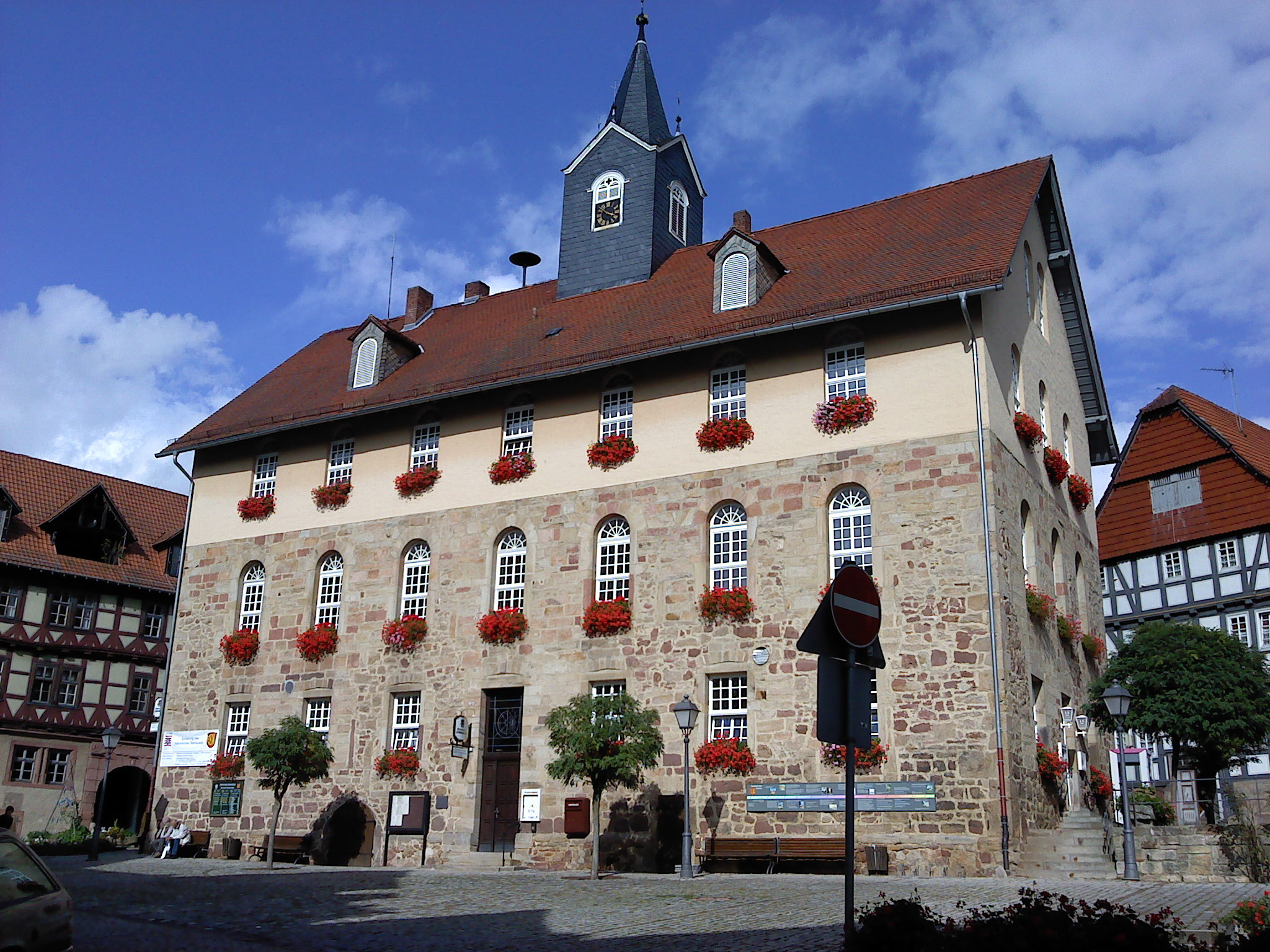
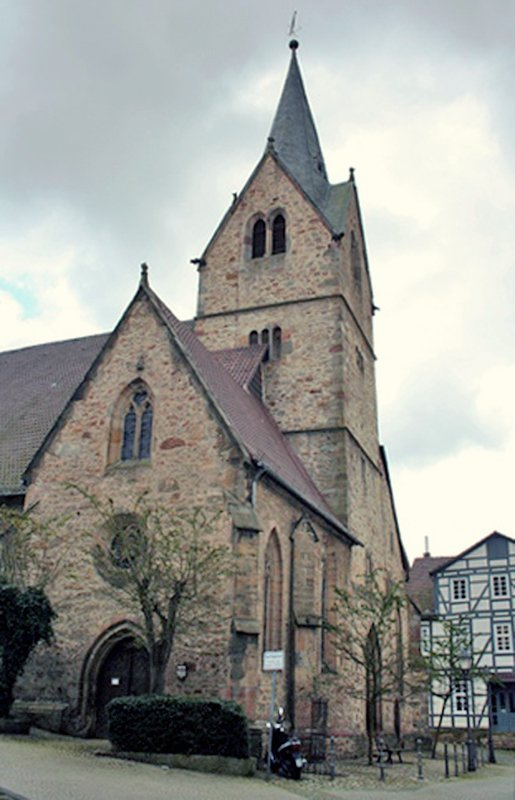
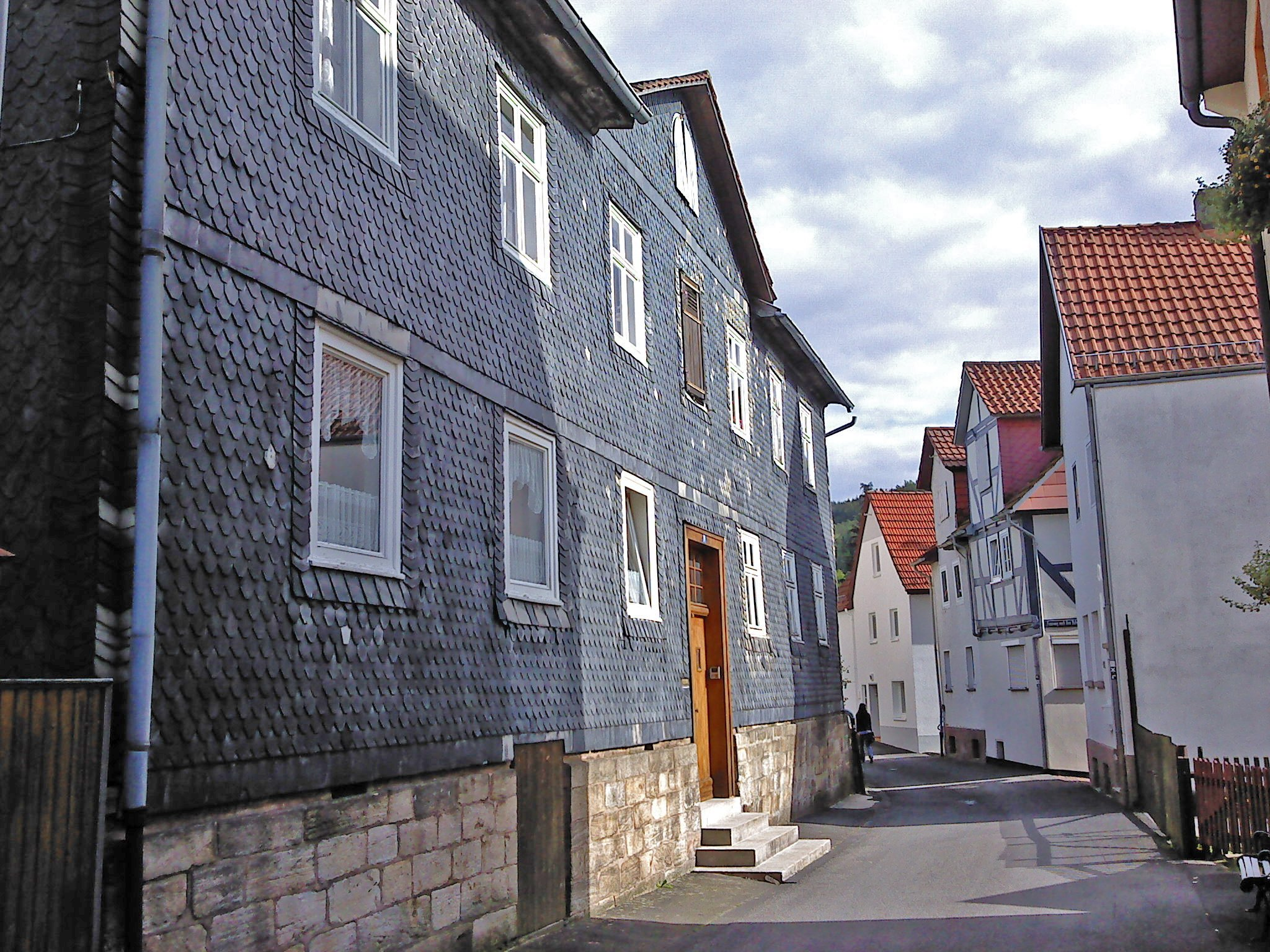
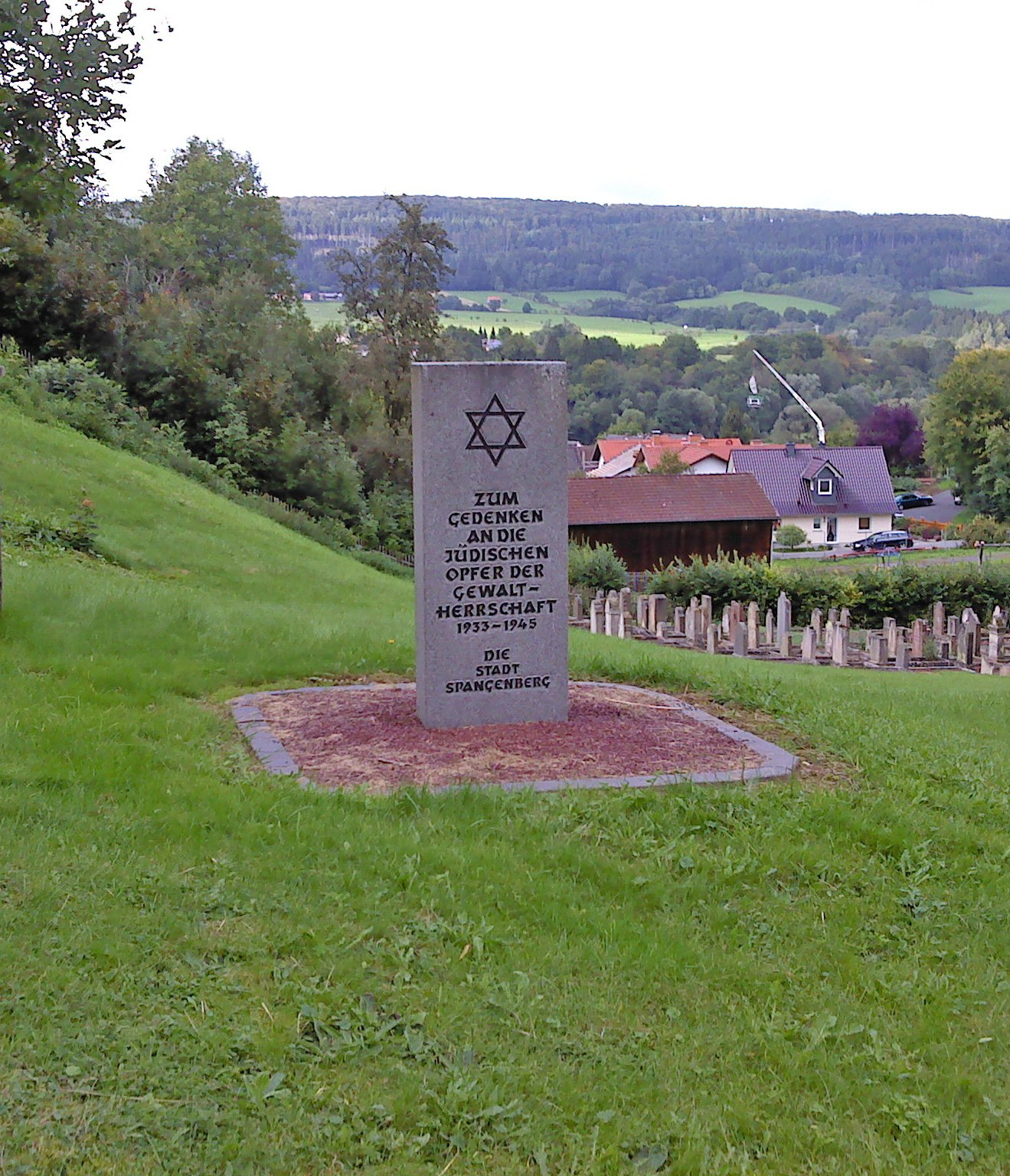